# Karhusalo
Karhusalo är en ö i Finland. Den ligger i sjön Päijänne och i kommunen Jämsä i landskapet Mellersta Finland, i den södra delen av landet, 180 km norr om huvudstaden Helsingfors. Öns area är 1,69 kvadratkilometer och dess största längd är 2,1 kilometer i sydväst-nordöstlig riktning.